# Asociación para las Ciencias de la Limnología y la Oceanografía
La Asociación para las Ciencias de Limnología y Oceanografía (ASLO), anteriormente llamada Sociedad Limnológica de América y la Sociedad Americana de Limnología y Oceanografía, es una sociedad científica establecida en 1936 con el objetivo de avanzar en las ciencias de limnología y oceanografía. Con aproximadamente 4,000 miembros en casi 60 países diferentes, ASLO es la sociedad científica más grande en todo el mundo, dedicada a cualquier estudio y aplicación de la limnología u oceanografía o ambos. La misión de la ASLO es el de motivar y adoptar una comunidad científica internacional y diversa que crea, integra y comunica conocimiento a través del espectro completo de las ciencias acuáticas, incluyendo áreas de la educación y concienciación públicas sobre recursos acuáticos e investigación, y promueve la administración científica de los recursos acuáticos para el interés público. Sus productos y las actividades están dirigidas hacia estos fines.

## Publicaciones de revista
ASLO Publica cuatro revistas científicas:
- Limnología y Oceanografía
- Limnología y Letras de Oceanografía
- Limnología y Oceanografía: Métodos
- Limnología y Boletín de Oceanografía
- Limnología y Oceanografía: Fluidos y Entornos

Mucho del contenido de las revistas de la ASLO es de acceso abierto. Además de ocasionales talleres pequeños, los anfitriones de la ASLO planifican regularmente reuniones científicas importantes alrededor del mundo incluyendo las Reuniones de Ciencia Acuáticas, las Reuniones de Ciencia del Océano, y las Reuniones de Verano ASLO. ASLO Presenta cinco premios anuales en reconocimiento de excelencia profesional en el campo. La ASLO tiene un Comité de Políticas Públicas activo en outreach y los asuntos públicos relacionados con las ciencias acuáticas y campos afines.  La ASLO está gobernada por una junta Directiva electa que incluye a dos estudiantes miembros con derecho a voto. ASLO ofrece sus miembros muchos beneficios y proporciona información al público general y educadores.

## Premios
La Asociación para las Ciencias de Limnología y Oceanografía otorga los siguientes premios:
- El Premio Raymond L. Lindeman para un excepcional artículo científico por un científico acuático joven
- El Premio G. Evelyn Hutchinson a un excepcional científico de media-carrera en limnología u oceanografía
- El Premio  A.C. Redfield Lifetime para reconocer y honorar grandes logros a largo plazo en los campos de la limnología y oceanografía
- El Premio Martin John para reconocer un artículo de ciencias acuáticas que ha tenido un gran impacto en investigaciones subsecuentes en el campo
- El Premio Ruth Patrick reconoce investigaciones excepcionales en ciencias acuáticas, particularmente una solución de un problema medioambiental
- El Premio Ramón Margalef para la Excelencia en Educación para reconocer contribuciones excepcionales a enseñanza y mentoría a estudiantes de la limnología y oceanografía.[7][8]
- El Premio Yentsch-Schindler reconoce a un científico/a acuático normalmente dentro de los 12 años posteriores a obtener su grado terminal, por investigación y contribuciones excepcionales, formación en ciencia, y asuntos sociales relevantes
- El Conmemorativo Victoria J. Bertics reconoce a miembros de la ASLO que no pudieron completar su carrera por incapacidad o muerte temprana
- El Premio Tommy e Yvette Edmondson de Servicio Destacado para reconocer miembros que han mostrado esfuerzos excepcionales que soporte los objetivos profesionales de ASLO